# هاینکل هادی ۲۵
هاینکل اچ‌دی. ۲۵ (به انگلیسی: Heinkel_HD_25) یک هواگرد ملخ‌پیشین تک‌موتوره از نوع شناسایی دریایی ساخت شرکت هاینکل، آیچی کوکوکی است. هواگرد هاینکل اچ‌دی. ۲۵ نخستین پروازش را در ۱۹۲۶ میلادی انجام داد. در مجموع، تعداد ca. 18 فروند از این هواگرد ساخته شده‌است.